# Mã đâu linh
Mã đâu linh (không phải mã đậu linh) hay sơn dịch, khoai ca (danh pháp hai phần Aristolochia indica) là một loài thực vật có hoa trong họ Aristolochiaceae. Loài này được L. mô tả khoa học đầu tiên năm 1753.